# Catharine Frydendahl
Catharine Elisabeth Frydendahl, född den 30 november 1760 i Köpenhamn, död där den 30 november 1831, var en dansk operasångerska, den stora primadonnan inom dansk opera på 1700-talet.
Dotter till handsmakaren Hans Jacob Möller, blev hon 1776 elev i Det Kongelige teaters operaskola. Hon debuterade 1777 och blev snabbt en av de stora talangerna inom dansk opera; det anses, att det var tack vare henne och Michael Rosing, som det var möjligt att spela opera sera med danska aktörer vid denna tid. Hon var också en av de första danska artisterna, som gav konserter. Experterna ansåg länge att hennes stora naturbegåvning var outvecklad; så sent som 1793, vid hennes studier i Dresden, gavs detta omdöme. Hon var också verksam som skådespelerska, även om hon i det facket inte ansågs lika bra.
Hon gifte sig 1789 med hovviolinisten Jørgen Berthelsen och 1797 med skådespelaren Peter Jørgen Frydendahl. Som person beskrivs som en besvärlig diva som ständigt var i bråk med ledningen – år 1800 placerades paret i fängelse för detta. Det anses också, att hon hade fått sin konkurrent, Caroline Müller, att lämna landet 1780 med bistånd av sin älskare, general von Eickstedt, som satt i teaterns ledning. Hon avslutade sin anställning vid Det Kongelige teater 1821 och gav sin sista konsert 1823.